# Lushnjë
Lushnjë (albánsky také Lushnja) je město nacházející se ve střední Albánii. Má okolo 41 000 obyvatel (odhad z roku 2005) a je hlavním městem stejnojmenného okresu. Městem prochází železniční trať. Nedaleko od ní se nachází region Savra, východně od města se rozkládá vrchol Myzeqe.
Podnebí je středomořské vzhledem k blízkosti pobřeží. Zimy bývají mírné a stejně jako ve zbytku Balkánského poloostrova deštivé, léta jsou velmi teplá a suchá. 
Obyvatelstvo je albánské národnosti a mluví toskickým dialektem.

## Historie
Město Lushnjë bylo založeno v pozdním středověku, archeologická naleziště nicméně dokládají přítomnost osídlení z doby několik set let před naším letopočtem. Byly odhaleny četné hliněné nádoby a základy baziliky, která vznikla nejspíše v období antiky. Stejně jako řada obdobných sídel v regionu vzniklo město na rozhraní hor a úrodné rovné krajiny. Nejspíše se nejstarší jádro obce nacházelo přímo na svahu. 
V roce 1385 došlo v blízkosti dnešního města k rozhodné bitvě mezi jednotlivými albánskými regionálními vládci.
Turecké záznamy (deftery) z 16. století zde evidovaly 15 domů a přibližně stovku obyvatel Nacházelo se zde tekke, zastavovali se zde cestující, kteří směřovali na území dnešní jižní Albánie. V roce 1744 zde bylo napočítáno zhruba pět set obyvatel. Z malé obce se v malé město začalo transformovat v druhé polovině 19. století. Roku 1860 zde byla otevřena první škola, a to s řeckým vyučovacím jazykem.
Proslavilo se v roce 1920 konáním Albánského národního kongresu. Bylo zde rozhodnuto o umístění hlavního města Albánie do Tirany. Schválena byla rovněž i prozatímní ústava (Statuti i Lushnjës). Dům, kde se toto setkání uskutečnilo, je v současné době dochován jako muzeum. V téže době zde žilo nábožensky smíšené obyvatelstvo, které bylo z poloviny muslimské a z poloviny ortodoxní. V druhé polovině 20. let došlo k modernizaci středu města; postaveny byly nové úřední a správní budovy v duchu tehdejší italské architektury. V této době zde žilo méně než 20 tisíc obyvatel.
V roce 1935 došlo zde a ve Fieru k povstání, které rozšířila nepravdivá zpráva o převratu v Tiraně. Došlo ke střetu s armádou v blízkosti Lushnji. Vojsko nemělo se vzbouřenci větších problémů a dokázalo je snadno rozprášit.
Albánští partyzáni město osvobodili dne 18. října 1944.
V komunistických dobách bylo nedaleko Lushnjë zřízeno několik trestaneckých táborů a internačních areálů pro politické vězně. Byly zde také vybudovány průmyslové podniky na zpracování papíru a plastů, které po roce 1991 a transformaci albánského hospodářství zkrachovaly. 
V roce 1989 bylo během archeologického průzkumu odhaleno staré pohřebiště na území města.

## Ekonomika
Obec se nachází v rovinaté krajině, která je zemědělsky velice intenzivně využívána. Potravinářské výrobky z oblasti jsou potom vyváženy mimo jiné i do evropských zemí a do zbytku Albánie. V Lushnji se také nachází Institut zemědělského výzkumu. 

## Političtí představitelé
- Kujtim Haxhiu: 1992–1996
- KAgim Fuga: 1996–2000
- KYlli Myftiu: 2000–2003
- KKadri Gega: 2003–2007
- KAlbert Sanxhaku: 2007–2011
- KFatos Tushe: 2011–2021, zatčený za korupční činnost.[6][7]

## Životní prostředí
30 km daleko od města se nachází národní park Divjakë-Karavasta. 

## Kultura

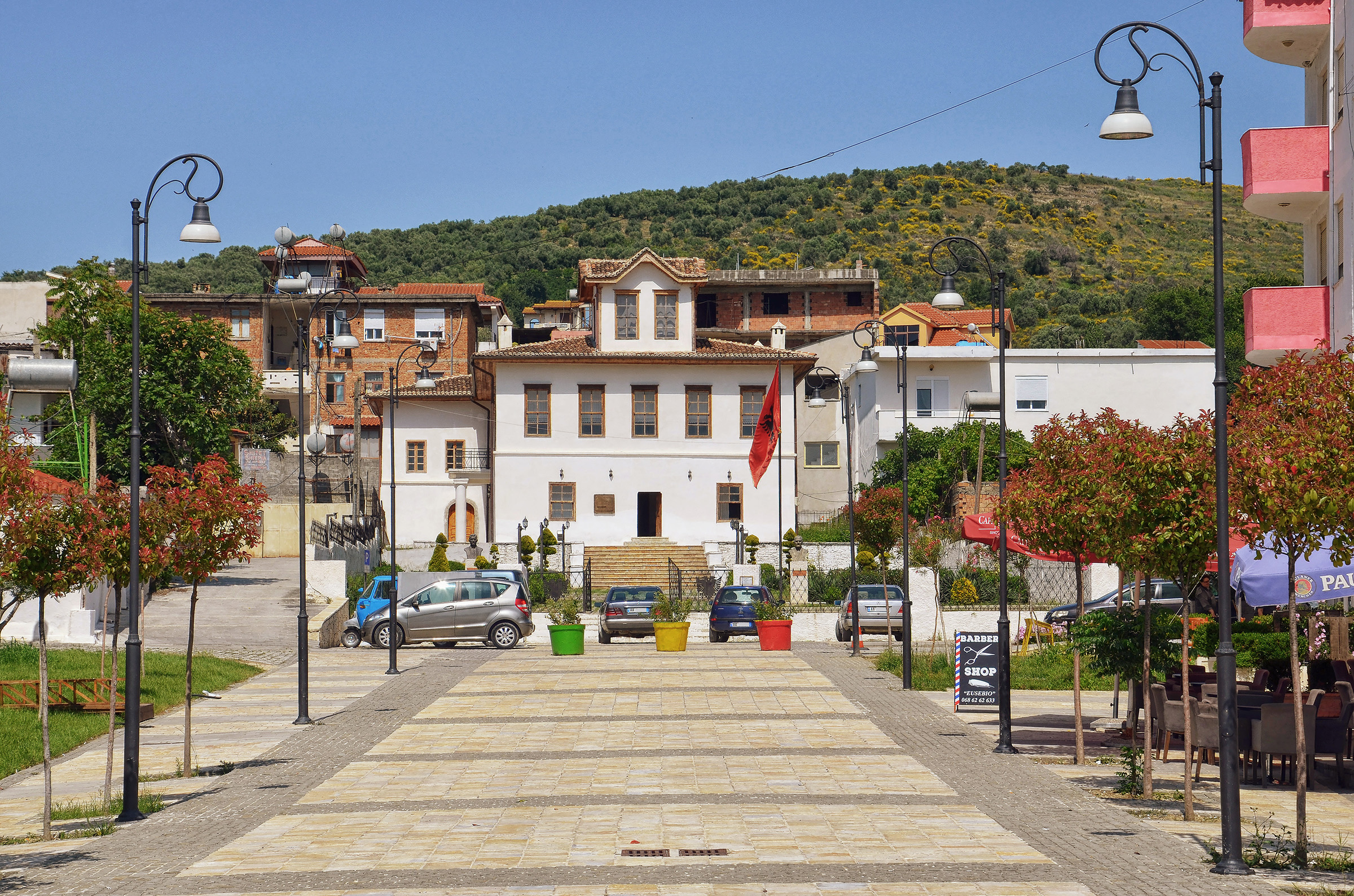
Muzeum Albánského národního kongresu.

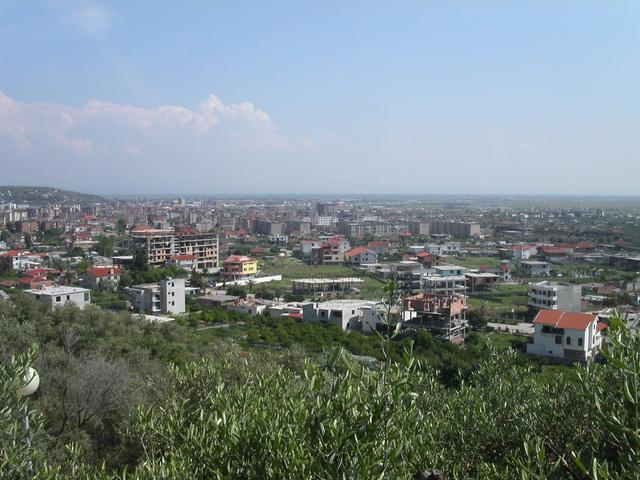
Pohled na město.

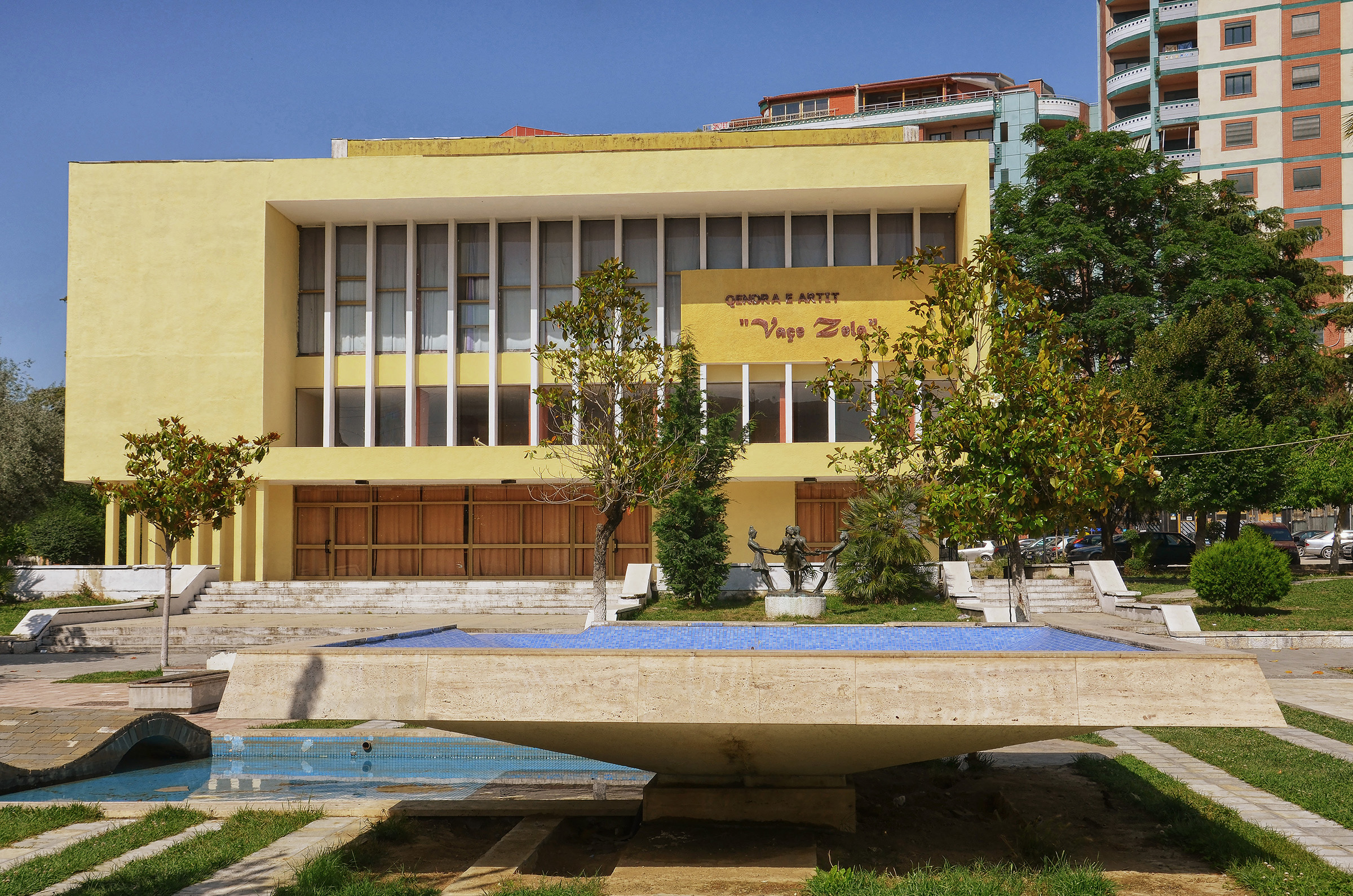
Dům kultury.

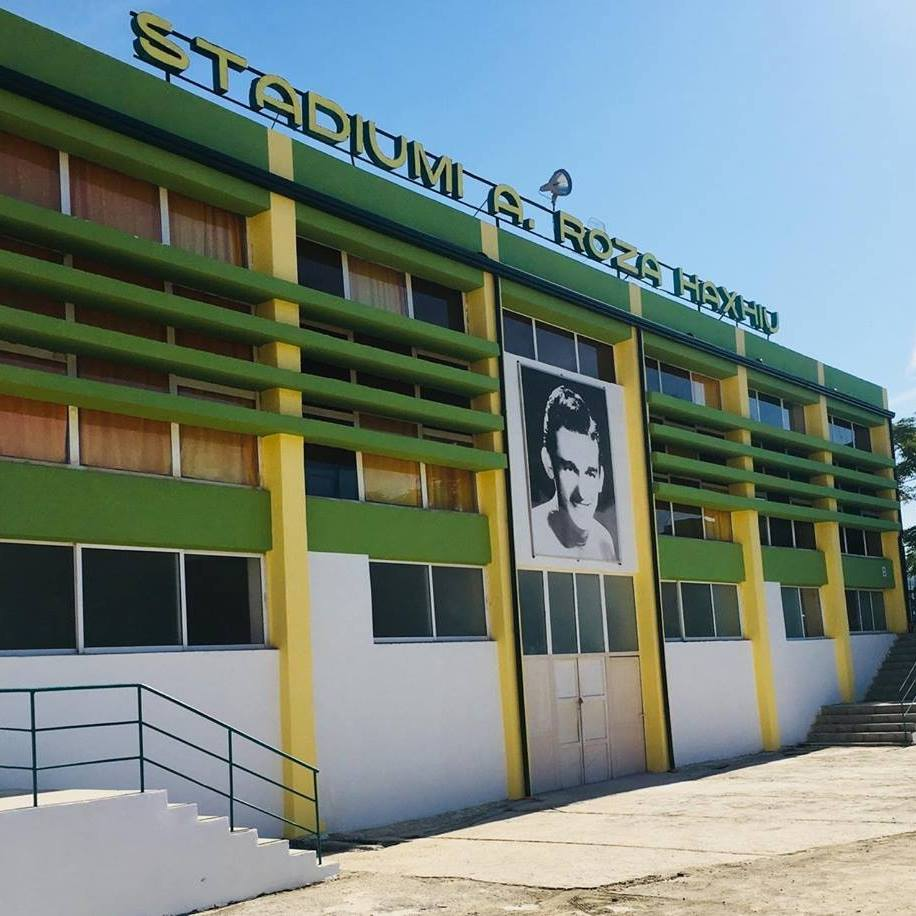
Fotbalový stadion.

Ve městě také sídlí historické muzeum s řadou předmětů z nejstarších dob albánských dějin. Místní kulturní dům nese jméno Vace Zely.
V blízkosti města (18 km jižním směrem) se nachází pravoslavný klášter Ardenica, založený roku 1282. Další kulturní památkou v okolí města je Kasharajský most, který vznikl ve středověku.

## Doprava
Městem prochází silnice č. SH4, která směřuje z Drače dále na jih. Ve městě z ní odbočuje dopravní tah směrem do města Berat a dále. Okolo města je veden západním směrem silniční okruh.
Ve stejném směru prochází také železniční trať městem. 

## Sport
Místní fotbalový klub KS Lushnja hraje v albánské první lize. Založen byl roku 1927. V období komunistického režimu nesl název Punë Lushnjë (práce) a poté KS Traktori. Po roce 1991 se vrátil k svému původnímu jménu.

## Známé osobnosti
- Lindita Arapi – básník
- Artan Bano – fotbalista
- Luli Bitri – herečka
- Iljaz Çeço – fotbalista
- Rezart Dabulla – fotbalista
- Edmond Dalipi – fotbalista
- Kristaq Dhamo – režisér
- Abdurrahman Roza Haxhiu – fotbalista
- Vath Koreshi – spisovatel
- Saimir Malko – fotbalista
- Rey Manaj – fotbalista
- Nebi Efendi Sefa – signatář albánské deklarace nezávislosti
- Ferit bej Vokopola – signatář albánské deklarace nezávislosti
- Margarita Xhepa – herec
- Vaçe Zela[8] – zpěvačka
- Kastro Zizo – zpěvák